# ناحیه حمرا
ناحیه حمرا (به عربی: ناحیة الحمراء) یک ناحیه در سوریه است که در منطقه حماه واقع شده‌است. ناحیه حمرا ۳۲٬۶۰۴ نفر جمعیت دارد.